# Третьяченко, Арефа Эммануилович
Аре́фа Эммануи́лович Третьяче́нко (24 октября 1867 — 1937) — член Государственной думы 2-го и 3-го созывов от Бессарабской губернии.

## Биография

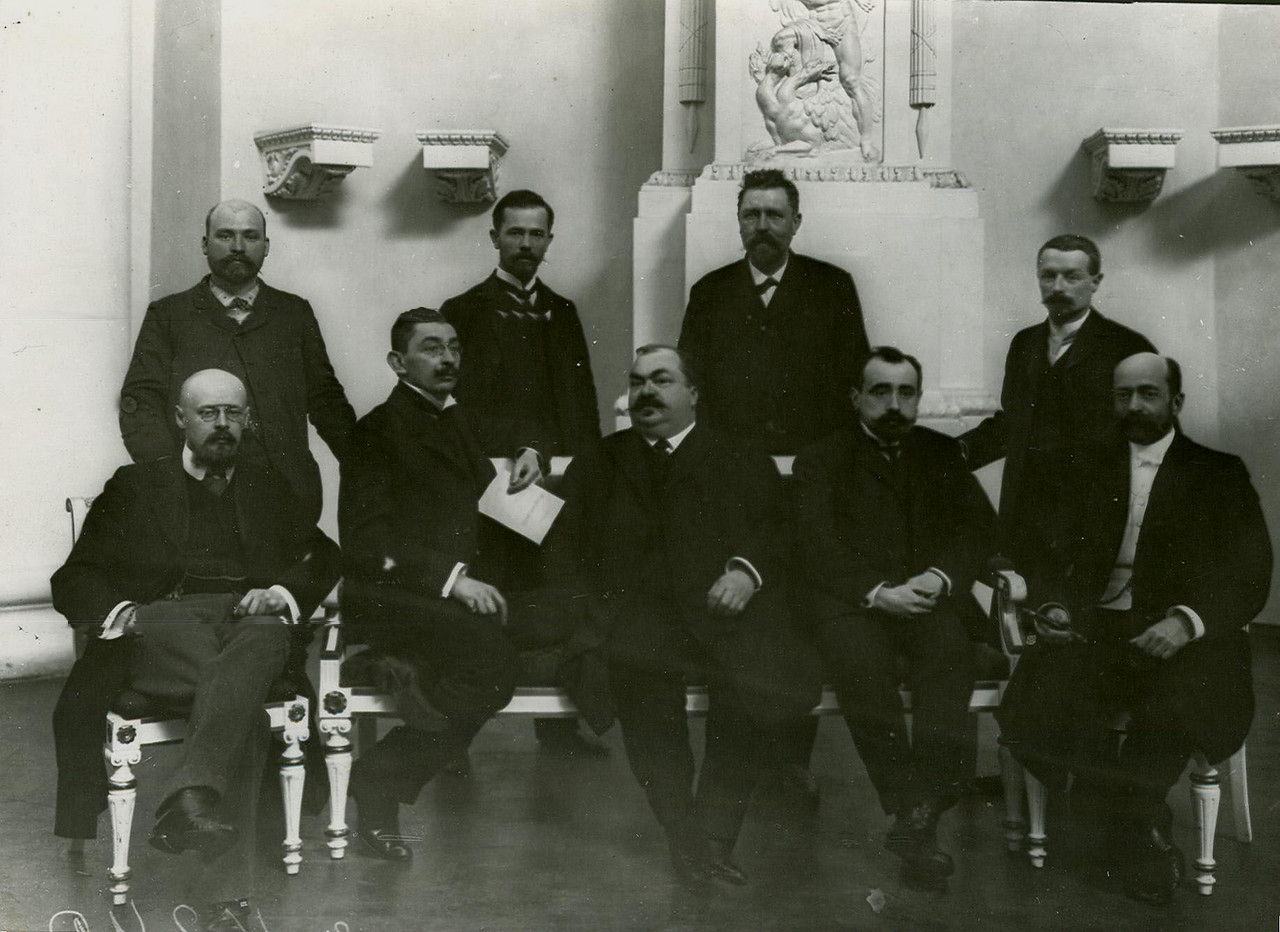
Члены 2-й Государственной думы от Бессарабской губернии. А. Э. Третьяченко — второй слева, стоит.

Православный. Землевладелец Измаильского уезда (700 десятин), домовладелец города Измаила.
Среднее образование получил в Измаильской гимназии, а высшее — в Харьковском ветеринарном институте. По окончании института поселился в своём имении и занялся сельским хозяйством. Был членом Бессарабской партии центра.
В феврале 1907 года был избран членом II Государственной думы от Бессарабской губернии. Входил во фракцию Союза 17 октября и группу правых и умеренных.
Перед выборами в III Государственную думу вступил в Кишиневский отдел «Союза русского народа», чтобы заручиться дополнительной поддержкой избирателей. Проводился П. Н. Крупенским, чтобы заблокировать избрание П. А. Крушевана. В октябре 1907 года был избран в Думу 2-м съездом городских избирателей Бессарабской губернии. Входил во фракцию умеренно-правых, с 3-й сессии — в русскую национальную фракцию. Состоял членом комиссий: земельной, по рыболовству и о путях сообщения.
В конце 1917 года с оружием в руках защищал своё имение от погрома. В 1918 году был делегирован Измаильским коммунальным советом в Сфатул Цэрий, выступал на приёме у румынского министра внутренних дел с докладом «О положении городских финансов вообще и земельном вопросе в частности». Жил в Бессарабии и после её присоединения к Румынии. Умер в 1937 году. Похоронен в Измаиле. Был женат, имел пятерых сыновей.